# آلودگی هوا در هند

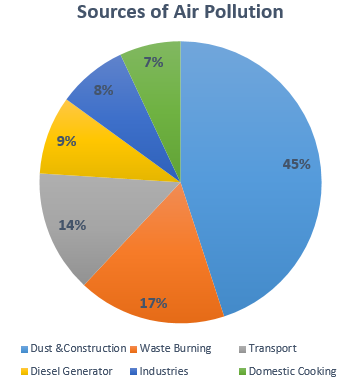
منابع آلودگی هوا

آلودگی هوا در هند (به انگلیسی: Air pollution in India) یک مسئله جدی زیست‌محیطی است. در سال ۲۰۱۹ از تعداد ۳۰ شهر اول آلوده در جهان، ۲۱ شهر در هند قرار داشت. طبق بررسی انجام گرفته بر اساس داده‌های سال ۲۰۱۶، دست کم ۱۴۰ میلیون نفر از مردم هند هوایی استنشاق می‌کنند که از مقدار مجاز سازمان جهانی بهداشت ۱۰ برابر یا فراتر از این مقدار است، همچنین از تعداد ۲۰ شهر دارای بالاترین سطح سالانه آلودگی هوا در جهان، ۱۳ شهر در هند قرار دارد. منشأ ۵۱ درصد از آلودگی‌ها به صنایع بازمی‌گردد، ۲۷ درصد متعلق به خودروها، ۱۷ درصد به علت به خاطر سوزاندن کلش و ۵ درصد از بقیه موارد سرچشمه می‌گیرد. آلودگی هوا، در مرگ زودرس ۲ میلیون هندی در سال مشارکت دارد. انتشار آلودگی هوا به خاطر صنایع و خودرو است ولی در مناطق روستایی، آلودگی به خاطر سوزاندن زیست‌توده جهت پخت‌وپز و ایجاد گرما است.